# Cerro Tenerife (Venezuela)
Cerro Tenerife es un cerro situado en el estado de Mérida en Venezuela. El cerro cuenta con una altura de más de 2.500 metros y toma su nombre de la isla de Tenerife en España. Junto al cerro se encuentra la llamada también Quebrada Tenerife, un arroyo intermitente.